# Crossover (musik)
 Denne artikel omhandler overvejende eller alene danske forhold. Hjælp gerne med at gøre artiklen mere almen.
 For alternative betydninger, se Crossover. (Se også artikler, som begynder med Crossover)
Crossover er indenfor musikken en betegnelse for musik som appellerer til fans af flere vidt forskellige musikgenrer.
I Danmark blev betegnelsen crossover op gennem 1990'erne brugt som genrebetegnelse om mødet mellem klassiske og rytmiske – som oftest jazz – musikere. Senere er definitionen blevet forfladiget og bruges i dag bredt om mødet mellem musikere fra forskellige musikalske genrer.
Et af de orkestre, der i 1990'erne var med til at udbrede udtrykket crossover som genrebetegnelse i Danmark, var gruppen Mad Cows Sing, der bestod af både klassiske og jazzmusikere. Kompositionerne, der var skrevet af både rytmiske og klassiske komponister, bevægede sig også i grænselandet mellem det stramt noterede og improvisation.